# Jalgaon (Jalgaon)
Jalgaon è una città dell'India di 368.579 abitanti, capoluogo del distretto di Jalgaon, nello stato federato del Maharashtra. In base al numero di abitanti la città rientra nella classe I (da 100.000 persone in su).

## Geografia fisica
La città è situata a 21° 1' 0 N e 75° 34' 0 E e ha un'altitudine di 209 m s.l.m..

## Società

### Evoluzione demografica
Al censimento del 2001 la popolazione di Jalgaon assommava a 368.579 persone, delle quali 193.464 maschi e 175.115 femmine. I bambini di età inferiore o uguale ai sei anni assommavano a 48.395, dei quali 26.180 maschi e 22.215 femmine. Infine, coloro che erano in grado di saper almeno leggere e scrivere erano 279.997, dei quali 155.682 maschi e 124.315 femmine.